# Чужі душі
«Чужі душі» — український кримінально-мелодраматичний телевізійний фільм 2009 року.

## Зміст
Слава дуже забезпечений чоловік. У нього є дружина, а у дружини небагатий і молодий коханець. Щоб зруйнувати почуття дружини до суперника, Слава зважується на авантюру. Він пропонує коханцеві вбити дружину за кругленьку суму. Таким чином, записавши їхню розмову і показавши дружині, він сподівається на її розчарування у коханому. Та все повертається зовсім не так, як хотів Слава. Події закручуються навколо злощасної плівки.

## У ролях
- Андрій Ільїн — В'ячеслав Валицький
- Олена Шевченко — Ольга Валицька
- Глафіра Тарханова — Жанна
- Андрій Кузічев — Павло Проскурін
- Олена Кожухова — Марина
- Віктор Сарайкін — чоловік Марини
- Дмитро Суржиков — Федір, адвокат
- Олег Треповський — слідчий Олег Боярєнцев
- Євген Капорін — продавець
- Ігор Пісний — водій
- В'ячеслав Василюк — співробітник фірми